# ایهالاگاما نیانگاما
ایهالاگاما نیانگاما (به لاتین: Ihalagama Niyangama) یک منطقهٔ مسکونی در سری‌لانکا است که در استان مرکزی (سری‌لانکا) واقع شده‌است.